# PL/B
PL/B,  de afkorting voor Programming Language for Business, is de naam van een programmeertaal, oorspronkelijk onder de naam Databus ontworpen door Datapoint Inc. te San Antonio (Texas) voor hun Datapoint minicomputers. Na de introductie van de Personal Computer zijn door verschillende bedrijven compilers voor deze taal - die vooral geschikt is voor administratieve toepassingen - uitgebracht. Momenteel bestaat er een ANSI standaard voor deze taal.
De grote kracht van PL/B is de ondersteuning van alle voor administratieve doeleinden belangrijke vormen van I/O (toetsenbord, display, printer en modem) en disk I/O (sequential, random, index-sequential en 'associated indexed' bestanden). De laatste versies van deze taal ondersteunen tevens WAV-bestanden en zijn uitgebreid met de nodige mathematische functies.